# مشروع الأسلحة الخاصة للقوات المسلحة
كان مشروع الأسلحة الخاصة للقوات المسلحة (ايه اف اس دابليو بي) وكالة عسكرية أمريكية مسؤولة عن تلك الجوانب من الأسلحة النووية التي ما زالت تحت السيطرة العسكرية بعد أن خلفت هيئة الطاقة الذرية الأمريكية مشروع مانهاتن في 1 يناير 1947. وشملت هذه المسؤوليات الصيانة والتخزين والمراقبة والأمن والتعامل مع الأسلحة النووية، فضلا عن دعم التجارب النووية. وكانت منظمة ايه اف اس دابليو بي منظمة مشتركة، يعمل فيها جيش الولايات المتحدة، والبحرية الأمريكية، والقوات الجوية للولايات المتحدة؛ كان رئيسها مدعومًا بنواب من الخدمتين الأخريين. وكان اللواء ليزلي ر. غروفز، الرئيس السابق لمشروع مانهاتن، أول رئيس لها.
كانت الأسلحة النووية الاولية كبيرة ومعقدة ومرهقة. وتم تخزين تلك الاسلحة كمكونات بدلاً من الأجهزة الكاملة ويتطلب تجميعها خبرة ومعرفة. وقد حال العمر القصير لبطاريات الرصاص الحمضية والمبادرات النيوترونية المعدلة، والحرارة المتولدة عن النوى الانشطارية دون تخزينها مجمعة. إن الكمية الكبيرة من المتفجرات التقليدية في كل سلاح تتطلب عناية خاصة في المناولة. اختار فريق جروفز فريقًا من ضباط الجيش النظاميين الذين تدربوا على تجميع الأسلحة ومعالجتها. وقاموا بدورهم بتدريب الجنود المجندين، ثم دربت فرق الجيش فرقًا من البحرية والقوات الجوية.
ومع تقدم تطوير الأسلحة النووية، أصبحت الأسلحة منتجة بكميات كبيرة، وأصغر حجما، وأخف وزنا، وأسهل في التخزين والتعامل والصيانة. كما أنها تتطلب جهدا اقل للتجميع. وتحولت ايه اف اس دابليو بي تدريجيا من تركيزها على تدريب فرق لتجميع الاسلحة، وأصبحت أكثر مشاركة في إدارة المخزون وتقديم الدعم الإداري والتقني والتسويقي. كما وأيدت تلك الاتفاقية تجربة الأسلحة النووية - على الرغم مما حدث بعد تجربة ساندستون في عام 1948 - وتمت ملاحظة ذلك بشكل متزايد في القدرة على التخطيط والتدريب بدلا من الدور الميداني. وفي عام 1958، أصبحت ايه اف اس دابليو بي وكالة دعم الذخيرة الدفاعية (دي ايه اس ايه)، وهي وكالة ميدانية تابعة لوزارة الدفاع.

## البدايات
تم تطوير الأسلحة النووية خلال الحرب العالمية الثانية من قبل مشروع مانهاتن، وهو جهد كبير للبحث والتطوير بقيادة الولايات المتحدة، بمشاركة المملكة المتحدة وكندا. من 1942 إلى 1946، كان تحت إشراف اللواء ليزلي ر. جروفز، الابن، منمهندسي الجيش الأمريكي. وأنشأت شبكة من مرافق الإنتاج، وأبرزها تخصيب اليورانيوم في أوك ريدج ، وتينيسي، وإنتاج البلوتونيوم في هانفورد ، واشنطن، وأبحاث الأسلحة والتصميم في مختبر لوس ألاموس في لوس ألاموس ، نيو مكسيكو. استخدمت الأسلحة النووية التي تم تطويرها في القصف الذري لهيروشيما وناغازاكي في أغسطس 1945.(1)
بعد انتهاء الحرب، دعم مشروع مانهاتن اختبار الأسلحة النووية في جزيرة بيكيني في إطار عملية «مفترق طرق» في عام 1946. وقد اقترح لويس ستراوس - أمين سر موظفي البحرية في جيمس فورستال - هذه السلسلة من الاختبارات لدحض «الحديث المطلق عن تأثير الأسطول عفا عليه الزمن في مواجهة هذا السلاح الجديد» (2). كانت الأسلحة النووية هي الأجهزة اليدوية، وظل الكثير من العمل لتحسين سهولة التجميع والسلامة والموثوقية والتخزين قبل أن تكون جاهزة للإنتاج. كانت هناك أيضا العديد من التحسينات على أدائها التي تم اقتراحها أو التوصية بها، ولكن ذلك لم يكن ممكنا تحت ضغط تطور الحرب.(3)
كان الاهتمام الأكبر لدى «غروف» هو الشعب.واراد الجنود والعلماء العودة إلى اوقات المطاردة السلمية وكان هناك خطر وهو ان المعرفة ستفقد وقت الحرب وانها لن تترك اى شخص يعرف كيف يمكن ان يتعامل أو يحافظ على الاسلحة النووية فان المعظم قد فقدوا طريقة تطوير الاسلحة وعملياتها.ان الجانب العسكرى لمشروع مان هاتن اعتمد بشكل كبير على جنود الاحتياط كما كانت سياسة هيئة المهندسين ان تقوم باقالة ضباط إلى مجال القيادات.(4)(5)ان جنود الاحتياط الآن اصبحو مستعدين للانفصال.ولاستبدالهم، قام غروف بطلب 50 خريج من المنطقة الغربية يمثلون نسبة 10% من المستويات المتشابهة لتفجير الإنسان وهو يشبه فريق سانديا باز، حيث تم نقل الفريق والتسهيلات من لوس انجلوس وويند اوفر فيلد في سبتمبر وأكتوبر 1945.وقد شعر ان هذا الطاقم المتميز من الموظفين سيكون قادر على العمل مع العلماء الذين يقومون بوظيفتهم حاليا. وهم أيضا مطلوبين للقيام بمهام أخرى بعد الحرب.وعندما رفض توماس هاندى طلبه، رفع غروف الامر إلى رئيس اركان الجيش ولكن دوايت أيزنهاور
لم يستحسن ذلك. وذهب أيضا غروف إلى رئيسه واخذه إلى وزير الحرب روبرت باترسون الذي وافق على طلب غروف (4)(6). قام الطاقم بإدارة كتيبة المهندسين رقم 2761 (الخاصة)، التي أصبحت وحدة ميدانية في إطار مشروع الأسلحة الخاصة للقوات المسلحة (ايه اف اس دابليو بي).(7)
  ويامل غروف في خلق وكالة جديدة للتغلب على مسئوليات اوقات الحرب مثل مشروع مانهتان في 1945, ولكن مشروع الطاقة النووية أخذ وقت أكثر مما ينبغى في الكونجرس ويتضمن النقاش حول الدور العسكرى مع احترام تطور التقدم والسيطرة على الاسلحة النووية (8)(9). ان الاتفاقية التي تم توقيعها بواسطة الرئيس هارى ترومان خلقت وكالة مدنية وهي لجنة الطاقة الذرية الامريكية للسيطرة على وظائف مشروع مانتان ولكن أعضاء اللجنة لم يشيروا اليه حتى شهر أكتوبر ولم تقوم اللجنة بفرض دورها حتى 1يناير 1947.(10)(11)وفي غضون ذلك، أعطى قانون المخصصات العسكرية لعام 1946 مشروع مانهاتن 72.4 مليون دولار للبحث والتطوير، و 19 مليون دولار للإسكان والمرافق في لوس ألاموس وأوك ريدج.(12)
وينص قانون الطاقة الذرية على إنشاء لجنة اتصال عسكرية لتقديم المشورة إلى اللجنة الاقتصادية لأفريقيا بشأن المسائل العسكرية (13)، لذلك عين باترسون اللفتنانت جنرال لويس هـ. بريتون، الذي أصبح رئيسًا، إلى جانب اللواء لونسفورد إي. أوليفر والعقيد جون هـ. هندس كأعضاء في جيش لجنة العلاقات العسكرية: حيث عين فورستال الأدميرالات البحريينتورفالد أ.سولبارج و  رالف آي أوفستي و ويليام ستيرلينغ بارسونس كأعضاءها البحريين.(14)

## التنظيم

رؤساء مشروع الأسلحة الخاصة للقوات المسلحة
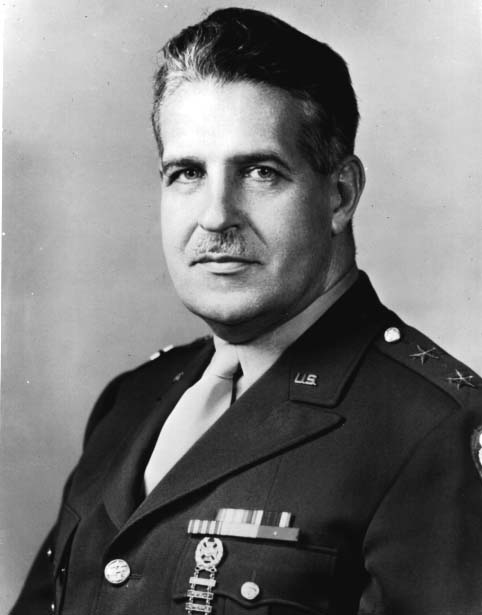
اللواء ليزلي ر. جروفز ، الابن (1947-1948)
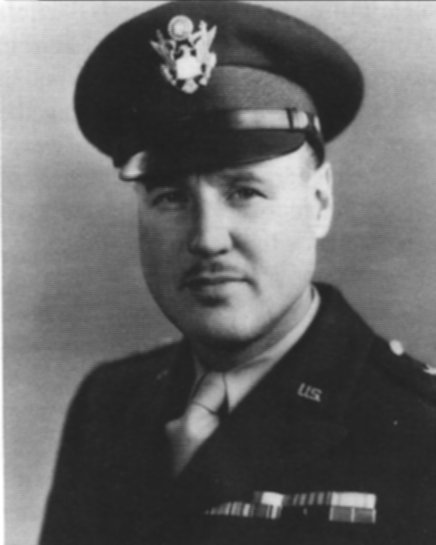
اللواء كينيث د. نيكولز (1948-1951)
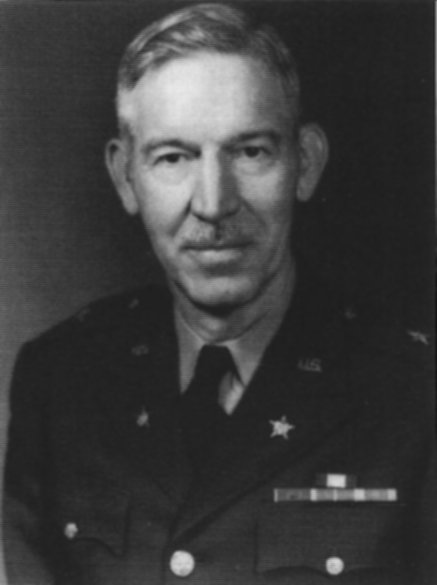
اللواء هيربرت ب. لوبر (1952-1953)
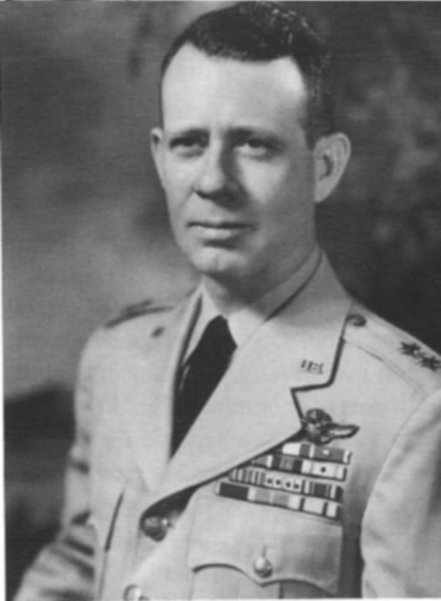
اللواء ألفين ر. ليديك(1953-1957)
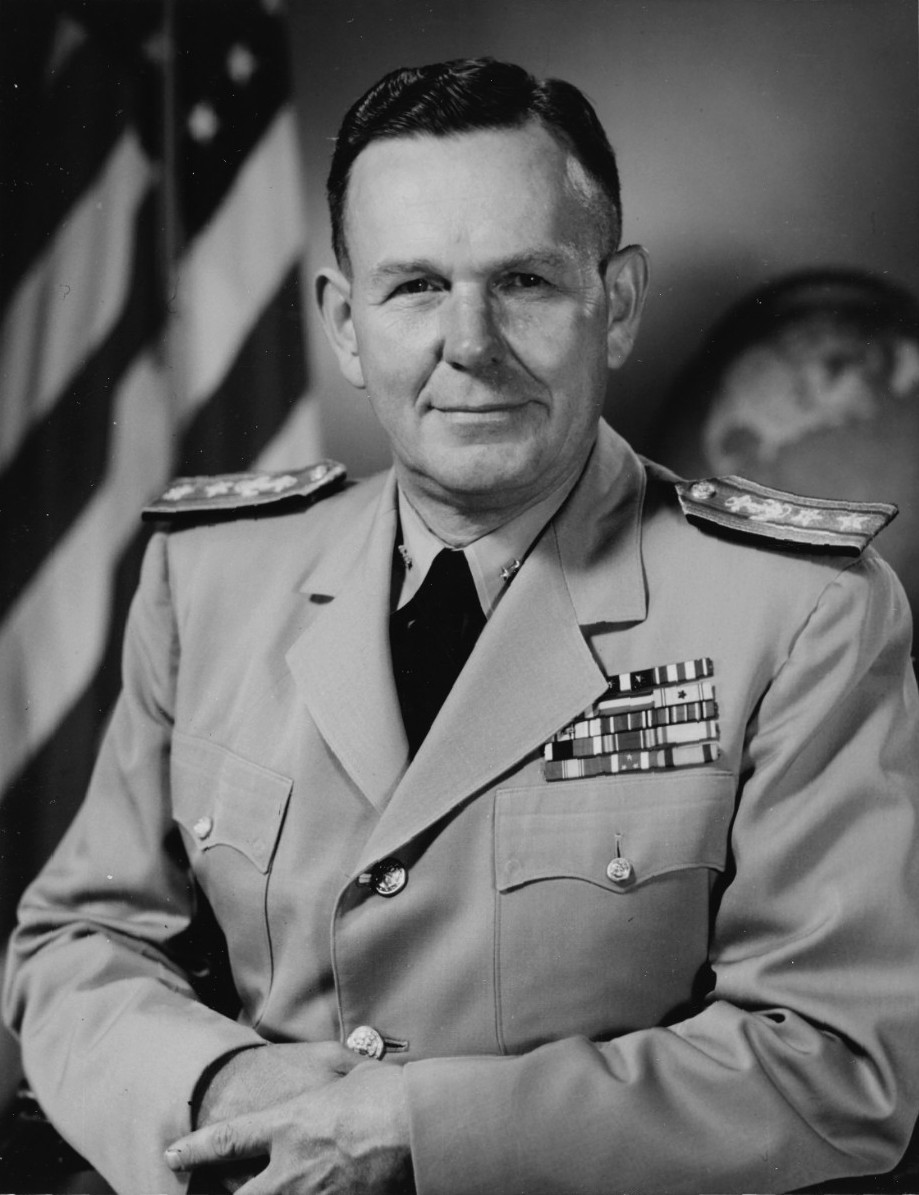
الأدميرال إدوارد ن. باركر (1957-1959))

         وقد طلب باترسون من غروف ان يخلق وكالة لكى تتحمل مسئولية جوانب الاسلحة النووية التي ظلت تحت سيطرة الجيش.وقد اشترك كل من الفريق العسكرى والبحرى (15) في 29يناير 1947 وقام باترسون وفوريستال بانشاء مذكرة دبلوماسية التي اسست بشكل رسمى من مشروع الأسلحة الخاصة للقوات المسلحة. وسيقوم رئيسها بطلب رئيس موظفى الجيش ورئيس العمليات البحرية بالتنسيق مع خدمة المعارضة. وكلاهما سيكون من أعضاء جيش لجنة لايسون لان الطاقة الذرية المنصوص عليها ان لجنة لايسون العسكرية كانت روح الجسد العسكرى الذي تعامل مع ال (أ اى سى).في فبراير 1947 , عين ايزنهاور ورئيس اسطول العمليات البحرية الاميرال تشيستر دبليو نيميتز، جروفز كرئيس ل ال (اف. اس. دابليو. بي)، وبارسونز كنائبا له.(16) وبناء علي ذلك، عُين جروفز رئيسا لوفد الاتصال العسكري، على الرغم من الرئيس المُعين جديدا لوفد الطاقة النووية ورئيس الجلسة: ديفد اي ليلينثال. قال باتريسون " انه لايعتقد ان هذه كانت فكرة جيدة، وذلك لان جروفز قام بتشغيل مشروع مهاتن بنفسه لمدة اربع سنوات، ولم تستخدم الحاجة الي حل وسيط.(17)
لقد اعد جروفز وبارسونز المنظمة المقترحة لميثاق ال (اف.اس.دبليو.بي)، والتي تم ارسالها الي ايزنهاور ونيميتز للموافقة عليها في يوليو 1947 .(18) لم يقوم جروفز بعمل ما طُلب منه، وكان يطالب بحالة مساوية لنائب رئيس موظفي العمليات البحرية، ولكن كل ما كان يسمح به ايزنهاور ونيميتز هو حالة مساوية لرؤساء الخدمات الفنية. علما بأن جروفز كان يتم ذكره مباشرة لهم.. وعلى الرغم من ان جروفز كان يقوم بمهام القائد في سانديا، الا انهم اعتبرو دوره كدور أحد الموظفين المشاركين وليس كقائد. وبعد قانون الامن القومي والذي تم تفعيله في 1947 والذي حقق استقلال القوات الجوية، تم تبليغ جروفز لقائد العاملين بالقوات الجوية، وتم اعطاؤه منصب نائب للمرة الثانية اللواء روسكس ويلسون الذي عمل علي مشروع الطائرة الفضية اثناء الحرب.(19)
وفي البداية، اسس جوفز مكاتب مشروع القديمة في مقر ال (اف.اس.دبليو.بي) في الدور الخامس من مبني قسم الحرب الجديدة في واشنطن، دي سي ولكن في 5 أبريل 1947 تم نقلها الي البنتاغون وكما وسعها رؤساء ال (اف. اس. دابليو. بي) فملأت مساحاتها الاساسية، وتم البدأ في استخدام فراغات المكاتب في اجزاء اخري من المبني، والذي، ومن وجة نظر الأمن لم يكن مرض. وفي أغسطس 1949، تم نقلها الي 18,000 قدم مربع (أي ما يعادل 1,000 متر) من المكاتب الجديدة داخل البنتجون. وهذا تضمن مساحة للحجرة الاجتماعات العازلة للصوت، والحجرة المظلمة، والقبو حيث كان يخزن فيه التسجيلات والافلام.(21)

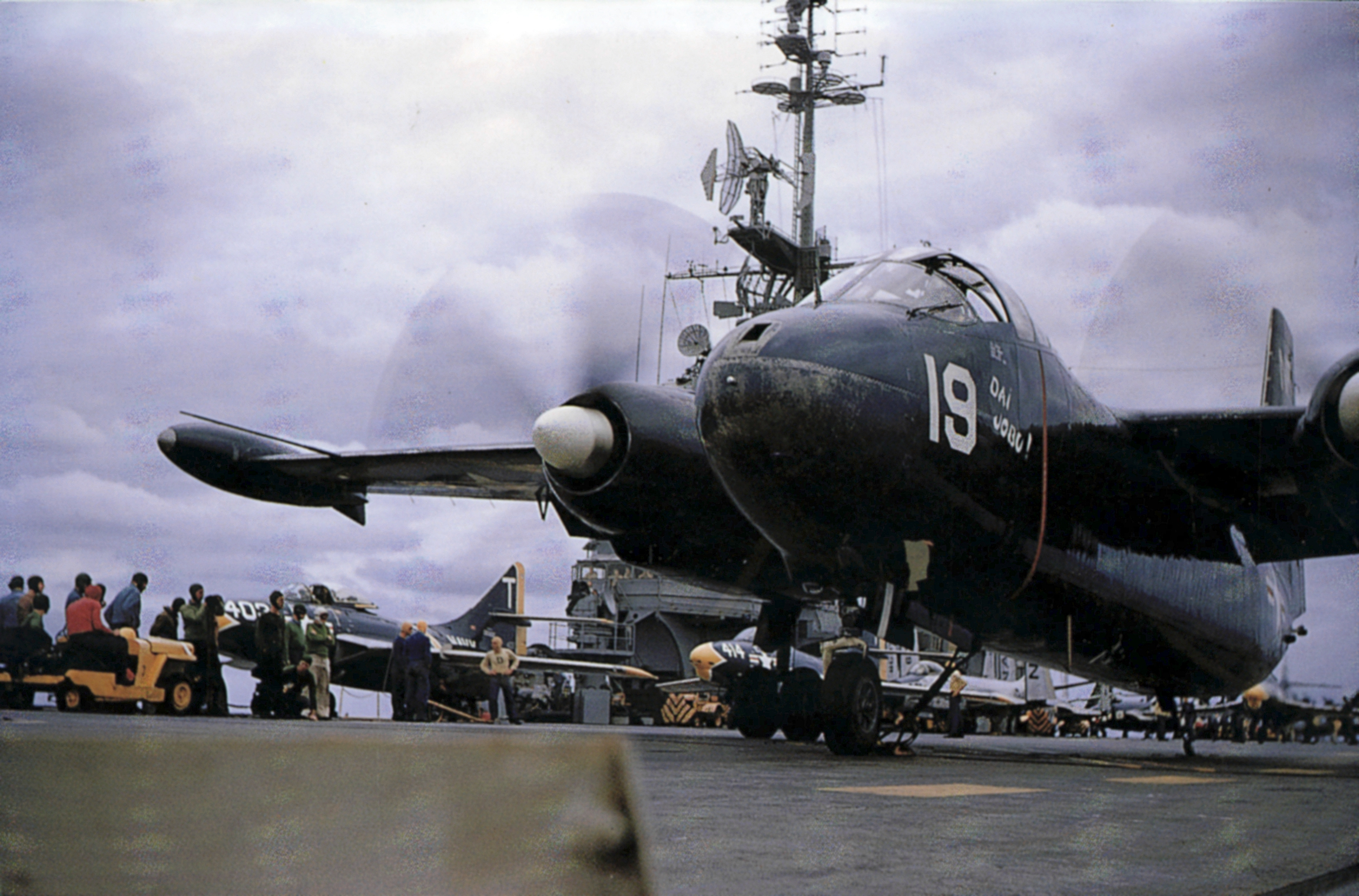
انطلاق قاذفة القنابل النووية "نورث أمريكان إيه جيه سافيج" من حاملة الطائرات "يو إس إس ميدواي" في عام 1955.

كان العقيد ججيلبيرت ام دورلاند قائد فصيل الهندسة الأول رقم 2761 في سانديا ويتكون من شركة القيادة، وشكرة الأمن (شركة أ)، وشركة مجلس القذائف (شركة ب)، وشركة المراقبة اللاسلكية (شركة ج).. وعلى الرغم من ذلك، الشركة ج لم تكن قد تم تشكيلها بالكامل. وقد تم تقسيم الشركة ب بغرض التدريب الي مجموعات قيادية، وكهربائية، وميكانيكية، ونووية ولكن كانت النية هي إنشاء ثلاثة فرق مجلس القذائف مكونة من 36 رجل مندمجين.(22) وقد تم إنشاء فريق تدريب فنس تحت اشراف العقيد جون ايه اورد، وهو ضابط في فيلق الاشارة وحاصل علي درجة دكتوراه في العلوم من جامعة كارنيغي ميلون للتكنولوجيا، لتحرير فرق مجلس القذائف من تدريب الاعضاء الجدد. وقام هذا الضابط أيضا بتدريب اللاف من فنين الرادارات في مدرسة الاتصالات الشمالية اثناء الحرب.(23) وتم إعادة تأهيل الفصيل حني سمي فصيل 38 للهندسة في أبريل 1947 واصبح في شهر مايو جزء من مجال القيادة المؤسس جديدا في ال (اف. اس. دابليو. بي). وتحت قيادة الفريق روبرت م مونتاج، وبعد ذلك تم توجيه فريق التدريب الفني الي مونتاج أيضا.(24)
      تم تشكيل أول فريق لتجميع القنابل في اغسطس1947, تلتها الثانية في ديسمبير والثالثة في مارس 1948. أثبتت تجربة تجميع القنابل الحاجة الي الوحدة بشكل كبير، في سانديا ان لم يكن في واشنطن. وافق «غروفز» علي مضض علي وحدة أسلحة خاصة من 109 رجلا، ولقد حولت «مونتيجو» الشركات الثلاثية من كتيبة المهندسين 38 إلى وحدات أسلحة خاصة.(25) في عام 1948 , بدأوا بتدريب وحدة سلاح البحرية الخاصة، حيث توقعت البحرية تسليم ألاسلحة النووية في قاذفاتها الجديدة من طراز «نورث أمريكان إيه جيه سافيج»  من حاملات الطائرات من طراز «ميدواي» وأصبحت هذة الوحدة 471 وحدة ألاسلحة الخاصة البحرية مصدق عليها في أغسطس 1948. تم إنشاء وحدتين للقوات الجوية في سبتمبر وديسمبر عام 1948 , والتي أصبحت سرب الطيران 502 دي و 508. وقد تم إنشاء وحدة اضافية خاصة بالجيش في مايو 1948 (26), وفي ديسمبر، أصبحت كتيبة المهندسين 38 «الخاصة» تعرف بمجموعة الاسلحة الخاصة 8460 , وأصبحت جميع وحدات الاسلحة الخاصة السبعة تحت قيادتها. ثم تم إعادة تسمية وحدات الجيش الاربعة في وحدات الاسلحة الخاصة ب 111 , 133 دي، 122 دي و 144.(27)(28) خــــلال أواخر الاربيعينات، أصبحت القوات الجوية تدريجيا المستخدم الرئيسي للاسلحة النووية حيث كان لديها اثني عشر وحدة تجميع وثلاثة اخري في التريب بحلول نهاية عام 1949 , في حين ان الجيش كان لديه أربعة فقط: واحدة لكل حاملة ثلاثية للطائرات من طراز «ميدواي», وسلاح البحرية يمتلك ثلاثة فقط.(21)
في اأذار / مارس 1948 , اأقترح رئيس أركان القوات الجوية، الجينرال " كارل سبايز" ان تتولي القوة الجوية مهمة القوة الجوية الأفريقية، علي أساس ان اتفاقية " كي وست " قد اعتطتها مسؤولية القذف الاستراتيجي . وقد كان من شأن ذلك تبسيط المهمة علي قيادة القوة البحرية الأفريقية «أي أف أس دابليو بي», حيث كان من الممكن ان تكون مسؤولة امام قائد خدمة واحد فقط بدلا من ثلاثة . أيد الجيش الاقتراح بحذر، لكن البحرية عارضت بشدة ; خوفا من ان ارتباك القوات الجوية الذري والاستراتيجي تعوق أو حتي تمنع البحرية من الوصول الي الاسلحة النووية، والتي شعرت انها ضروريــــــة لانجاز مهمتها البحرية الأوليـــة. تم عقد سلسلة اخري من المحادثات في كلية الاكاديمية البحرية في نيوبورت، رود ايلند، في الفترة من 20 الي 22 أغسطس 1948 , والتي نتج عنها اتفاقية نيوبورت، والتي بموجبها وافقت القوات البحرية علي التخلي عن معارضتها لصفقة (أي أف أس دابليو بي) «القوة البحرية الأفريقية» التي يتم وضعها تحت سلاح الجو بشكل مؤقت، في مقابل اعتراف القوة الجوية بمطلب سلاح البحرية النووي .(29) عندما بدأت القوات البحرية في السعي لجعل الاتفاقية المؤقتة اتفاقية دائمة في سيبتمبر 1948, أعترض الجيش والبحرية، ووجهت لجنة الارتباط العسكرية الي ان (أي أف أس دابليو بي) يجب ان تظل منظمـــة ثلاثية الخدمات مسؤولة أمـــام رؤساء الخدمة الثلاثية.(30)

## العمليات الميدانية
بدأ «غروفز» و «روبرت أوبنهايمر» مدير مختبر لوس ألاموس في وقت الحرب، بنقل وظائف الذخائر الي «سانديا» أواخر عام 1945 . قسم هندســــة الذخائر بالمختبر، والمعروف باسم «زد» تم نقسيمه بين لوس ألاموس وسانديا، بعد مديرة الأول، «جيرولد أر . ذا شارياس». بين مارس ويوليو 1946 , انتقل قسم «زد» الي سانديا، باستثناء قسم الهندسة الميكانيكية «زد-4», والذي تم نقله بعدها في فبراير 1947.(33) عمـــل قسم «زد» علي تحسين المصداقية الميكانيكية والكهربائية لقنبلة مــــارك 3 فات مان، ولكن تم تعطيل هذا العمــــل من خلال ملتقي الاختبارات. (34)
| Cut away diagram of a bomb | 3مكونات خارجية مميزة لقنبلة"فات مان" 1. اتصال اربعة صمامات من طراز آن -219 2. هوائى الردار ارتشى 3.لوحة ذات بطاريات (لشحن العبوات التي تحوي مكونات بها مواد نووية) 4. مجموعة وحدات اكس قابلة للاشتعال موضوعة بالقرب من الشحنة 5. المفصل يثبت الجزءان الاههليلجيان للقنبلة/اصلاح الجهاز متوقف على جزئين في القنبلة 6. المجموعة الفزيائية 7. لوحة بادوات (رادارات، باروسويتش، مؤقتات) 8. منحوتات مجمعة/ اشياء جامعة 9.مجموعة ذيل المظلات في كاليفورنيا (0.20 بوصة (5.1 ملم) ورقة الالومونيوم/ صفائح الومنيوم). |

تألف المخزون النووى لعام 1947 من مكونات الأسلحة النووية، وليس الأسلحة العادية. وفي لقاء مع ترومان في أبريل 1947، صرح ليلنتال انه ليس هناك فقط اسلحة مجمعة، ولكن لم يكن هناك سوى مجموعات قليلة من المكونات، ولم تكن هناك فرق مدربة جيدا من اولئك المعنيون بتجميع القنابل.(34)بحلول اب / أغسطس 1946، عقدت قاعدة سانديا تجميعات كهربائية وميكانيكية لنحو 50 قنبلة من فصيلة «فات مان»، ولكن لم يكن هناك سوى تسعة نوى انشطارية في التخزين .ارتفع المخزون من النوى إلى 13 في عام 1947، و 53 في عام 1948.(35) وأشار اوبنهايمر إلى أن القنابل «ما زالت إحدى الاختراعات الغريبة إلى حد كبير التي ظهرت في عام 1945».(35) كان من الضرورى إزالة بادئات النيوترونات التي تحتوى على البولونيوم والبريليوم بشكل دورى من قطع البلوتونيوم، واختبارها، واستبدالها إذا لزم الأمر، حيث يبلغ عمرها النصفى 140 يوما فقط . كان لابد من تخزين النوى على نحو منفصل عن الكتل الشديدة الانفجار المحيطة بها في القنبلة والتي تولد حرارة تكفى لإزالة الغلاف البلاستيكى للقنبلة بمرور الوقت.(36) ويمكن أن تؤثر الحرارة أيضاً على النوى نفسها، مما يؤدى إلى الانتقال لمرحلة التحول الطورى إلى متآصل مختلف من البلوتونيوم. كان من المفترض فحصهم بشكل دورى من قبل الفنيين ذوى القفازات وأجهزة التنفس.(37)جاءت الطاقة الكهربية لصمامات رادار القنبلة وأجهزة تفجيرها من زوج من بطاريات رصاص حمضية مشابهة لتلك المستعملة في السيارات. ولابد من شحن هذه البطاريات قبل 24 ساعة من الاستخدام.و بعد بضعة أيام، يجب تفكيك القنبلة بشكل جزئي بحيث يمكن إعادة شحنها؛ وبعد ثلاثة أيام يتم استبدال البطاريات.(36)

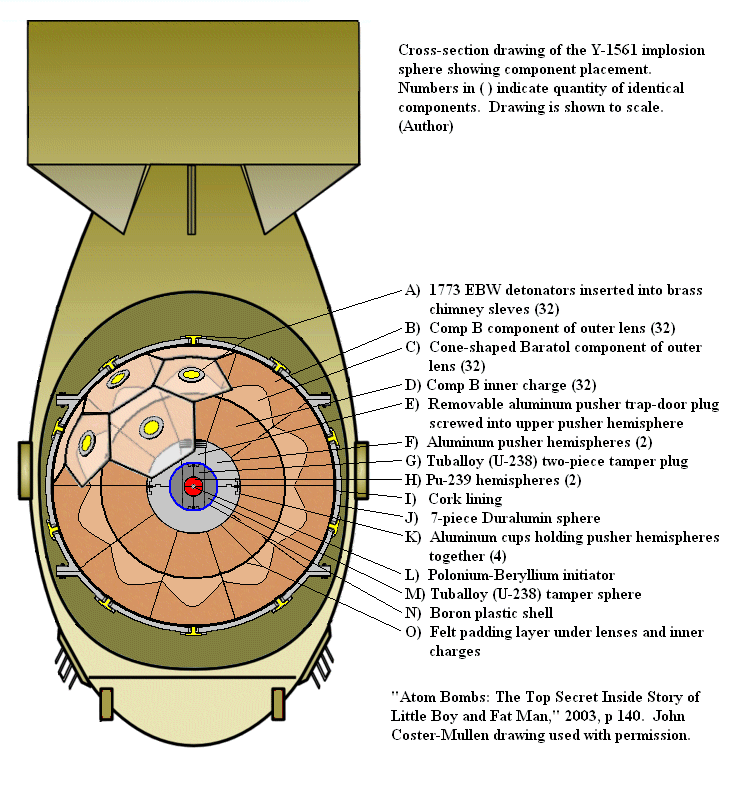
المكونات الداخلية لقنبلة (مارك 3 / الرجل البدين)

.و درست مجموعة مهندسون الكهرباءالثامنة والثلاثون أنظمة الإطلاق الكهربائية وصمامات الإنظار، التي قامت بتفجير القنبلة عند الارتفاع المطلوب. تعاملت المجموعة الميكانيكية مع مفجرات سلك قنطرة التفجير والعدسات المتفجرة. انتقلت المجموعة النووية إلى لوس ألموس لدراسة الأساسيات والبادرات. وكجزء من تدريبهم، حضروا محاضرات ادوارد تيلر، هانز بيته
، ليز مايتنر وانريكو فيرمى.(38) انجزت المجموعات الكهربائية والميكانيكية في سانديا، على الرغم من أنها لم تكمل تدرييباتها كالمجموعة النووية في نهاية أكتوبر 1946 وقضت الشهر التالى في استنباط أفضل الطرق لتجميع قنبلة «فات مان»، ووضع قوائم تفصييلية تمكن فرق تجميع القنابل القادمة من التدريب .كما أنهم وضعوا جداول مقترحةللتنظيم و المعدات لفريق التجميع. استغرق امر تجميع القنبلة الأولى منهم اسبوعين وذلك في ديسمبر 1946.(39)
 قضى وقت طويل من عام 1947 في التخطيط للعمل تحت الظروف الميدانية والتي سيقوم خلالها فريق القنابل بجمع الأسلحة والعمل طبقا للظروف الميدانية .(39).تم الحصول على مبنى متنقل بطول 20 قدما (6.1متر) بطول 100 قدم (30 مترا)و تجهيزه كحلقة عمل ميدانية يمكن شحنه في طائرة سى-54 أو سي-97.(40)وفي نوفمبر 1947، أجرت كتيبة المهندسين رقم 38 عملية أياكس التي هي أول تدريباتها الرئيسية في الميدان. تلقت الكتيبة مكونات القنبلة ماعدا القلوب النووية من ايه أي سي، وانتشرت في الجو متجهة إلى قاعدة ويندوفر الجوية في يوتا. التي هي موطن مجموعة القصف رقم 509 وهي الوحدة الوحيدة التي تنفذ عمليات قاذفة القنابل بي -29 سيلفربليت، ولذلك هي أيضا الوحيدة القادرة علي تصنيع أسلحة نووية. ولمحاكاة ظروف العمليات، أخذوا طريق ملتو علي طريق نيو انجلند وسياتل،(41) وعلى مدار العشرة أيام التابعة، قاموا بتركيب قنابل وأجروا مهمات طيران تدريبية حاملين القنابل معهم، وتضمنت أيضا عمليات فعلية لتوصيل معدات بالبراشوت لمحطة اختبار المدفعية البحرية في انيوكيرن في كاليفورنيا.(42)
وتبع هذا التدريب تدريبات أخرى . وفي أحد التدريبات عام 1948، نجح الطاقم الرئيسي في مقاومة الهجوم الذي أجراه 250 جندي نزلوا بالمظلات من فورت هود في تكساس.(43)وفي تدريب آخر في نوفمبر عام 1948، قامت وحدة الأسلحة الخاصة رقم 471 بالطيران إلى نورفولك في فيرجينيا ومارسوا تركيب القنبلة علي متن حاملات الطائرات. (44)

## التجارب النووية

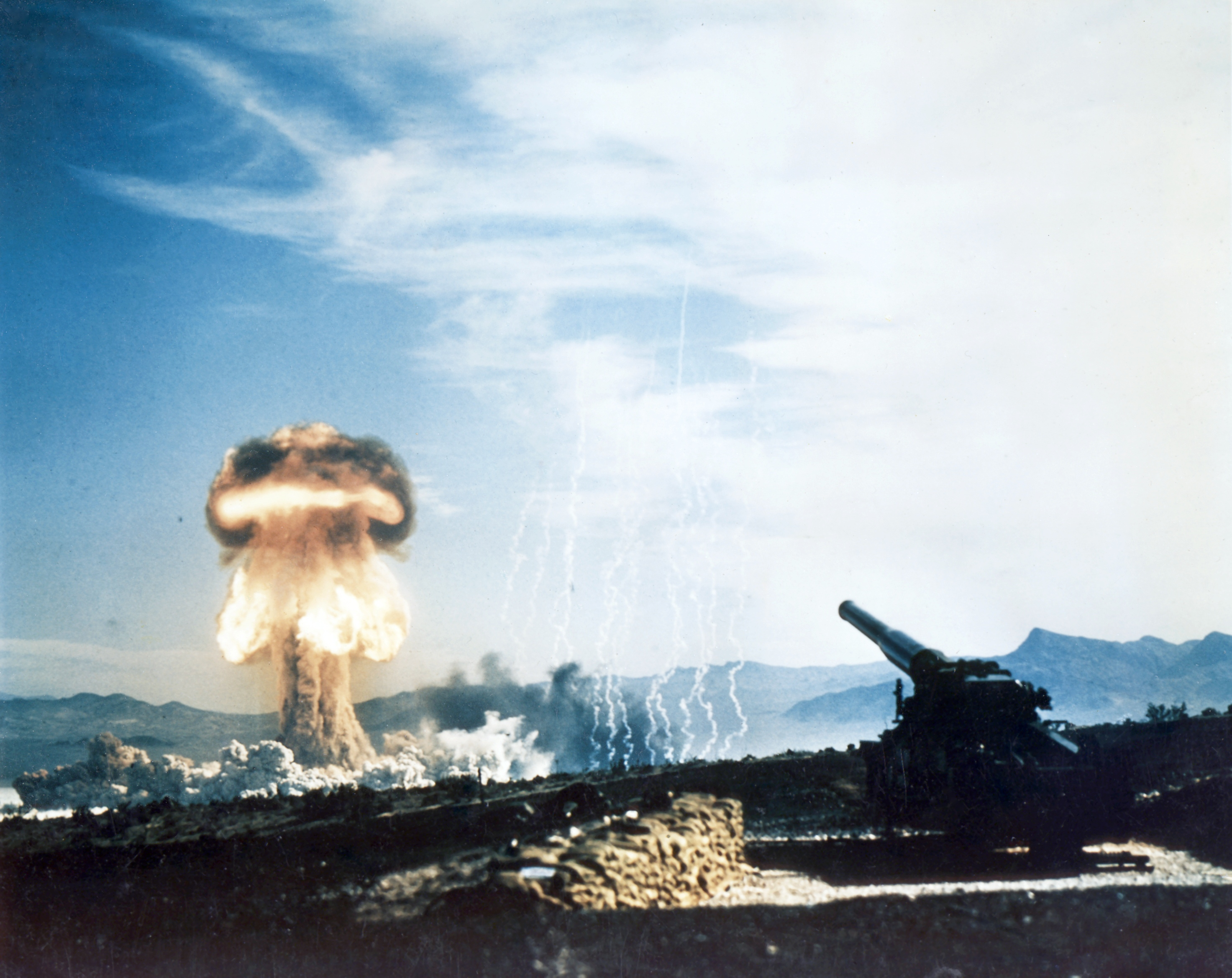
مدفع ذري (ام 65) يطلق النار أثناء عملية أب ثوت-كنوثول جرابيل في مايو 1953

بالإضافة إلى تركيب الأسلحة، افسوب دعم اختبار الأسلحة النووية . ومن جانب عملية ساندستون في عام 1948، أمر جروفز دورلاند أن يشغل رجاله كل الوظائف المتاحة.(45) وبالفعل أبلى دورلاند بلاءا حسنا لدرجة أن ستروس -الذي يعمل الآن كعضو لجنة في ايه أي سي - أصبح قلق عدد طاقم افسوب المشاركين في العملية وخاف من أن الإتحاد السوفيتي ربما يباغت انيويتاك بهجوم مفاجئ من شأنه تدمير مقدرة الأمة على تجميع أسلحة نووية. ومن الجدير بالذكر أن الاختبار الناجح لعملية ساندستون كان طفرة هائلة.[47]  القنبلة النووية الجديدة  من طراز مارك 4 وقد بدا ان المجموعة الاقتصادية للاسيان في عام 1949 كان تصميم الإنتاج كان أسهل كثيرا لتجميع وصيانة، ومكنت قنبلة فريق الجمعية العامة إلى 46 للرجال.[48] كينيث دال نيكولز، قائد الحرب حى مانهاتن، واوصى الآن «علينا ان نفكر في الاف الاسلحة وليس بالمئات».[49]
بعد عملية الحجر الرملى، الا العدد القليل نسبيا من أعضاء المشروع متورطون في التجارب النووية. وان مشاركة المشروع مكثفة في التخطيط أو الاعداد والتنسيق من التجارب، ولكن المشاركة المحدودة في الاختبارات نفسها، حيث انفجرت القنبلة كانت مهمة
الجمعية العامة التي يضطلع بها عادة العلماء.[50] وخلال عملية باستر-جانجل، عرض طاقم  مشروع الأسلحة الخاصة للقوات المسلحة الأفلام وألقوا محاضرات على 2800 من العسكريين الذين تم اختيارهم ليشهدوا الاختبار، موضحين ما سيحدث والإجراءات الواجب اتباعها. تم توسيع هذا لتخدم أكثر من 7000 من الأفراد الذين شاركوا في عملية أبشوت-كنوثول في عام 1953.(52)

## مخزون الأسلحة النووية
عندما تم تشكيل المجموعة الاقتصادية للاسيان عام 1947 تحفظت على مكونات نووية من مشروع مانهاتن على اساس ان سيستعرض المسالة.[53] في تشرين الثانى/نوفمبر 1947, طلبت اللجنة الاتصال العسكرى حضانة نقل المخزونات النووية العسكرية، لكن ليلينتال اعتقد أن احتجاز شركة أ اى سى للمخزون كان جانباً مهماً من السيطرة المدنية على الأسلحة النووية. كان منزعجًا من أن المشروع لم يبلغ الشركة قبل عملية أياكس.[54]من جانبه، اشتبه جروف في أن الشركة لم تكن تحتفظ بمكونات للقنبلة في الحالة التي أراد فيها الجيش استقبالها، ولم تؤكد عملية أياكس إلا شكوكه.(55) وبمراجعة التدريبات، ذكرت مونتاج أن «بموجب القانون الحالي، مع اللجنة العسكرية الأمريكية المكلفة بمشتريات وحراسة جميع الأسلحة النووية، لم يكن هناك دعم لوجستي مناسب للسلاح». أوصى بدور أكبر للجيش، وهي توصية وافق عليها غروفز، لكنها كانت عاجزة عن التنفيذ.(45)

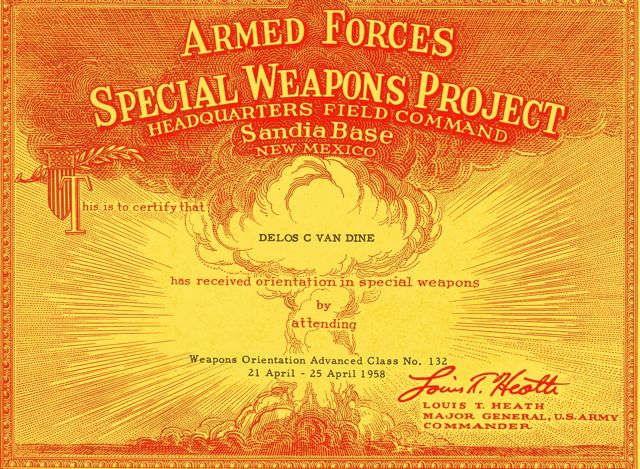
القوات المسلحة أسلحة خاصة مشروع شهادة حضور الأسلحة التوجه الدرجة المتقدمة رقم 132 في نيسان / أبريل 1958

تقاعد جروفز في نهاية شهر فبراير عام 1948، وتم تعيين نيكولز خلفًا له برتبة ميجر جنرال. في الوقت نفسه، أعاد فوريستال، وزير الدفاع الآن، تنظيم لجنة الارتباط العسكرية. استبدل مدني، دونالد إف كاربنتر، بريريتون كرئيس، وهناك الآن عضوان من كل من الخدمات الثلاث. [56] في 11 مارس، استدعى ترومان ليلينتال، نيكولز وأمين الجيش كينيث سي. رويال إلى مكتبه، وقال لهم إنه يتوقع أن يتعاون المشروع مع الشركة.(57)
كان موقف نيكولز هو نفسه بالنسبة لـجروفز ومونتاج: يجب أن تكون الأسلحة النووية متوفرة في حالات الطوارئ، وأن الرجال الذين كان عليهم استخدامها في المعركة يحتاجون إلى خبرة في صيانتها وتخزينها ومعالجتها. [58] جادل نوريس برادبيري
، الذي حل محل أوبنهايمر كمدير لمختبر لوس ألاموس في ديسمبر 1945، بأن النقل السريع يمكن أن يتم عن طريق إجراءات محسنة وأن أفضل الصعوبات الأخرى يمكن حلها بمزيد من التطوير، معظمها من العلماء. [59] تولى فورستال وكاربنتر هذا الأمر مع ترومان، الذي أصدر قراره في 21 يوليو 1948: "أعتبر استمرار السيطرة على جميع جوانب برنامج الطاقة الذرية، بما في ذلك البحث والتطوير وحراسة الأسلحة الذرية باعتبارها الوظائف المناسبة لل السلطات المدنية.(60)
  مع اندلاع الحرب الكورية في عام 1950، تم وضع موارد النقل الجوي تحت ضغط كبير، وتقرر تقليل الحاجة إليها من خلال وضع المكونات غير النووية في مواقع في أوروبا والمحيط الهادئ. وبهذه الطريقة، في حالة الطوارئ، لا بد من طرد المكونات النووية فقط. [61] في يونيو، أمر ترومان بنقل 90 مجموعة من مكونات مارك 4 غير النووية إلى المشروع لأغراض التدريب. في ديسمبر، سمح بنقل مكونات غير نووية على متن ناقلات الطائرات من طراز ميدواي. [62] في أبريل 1951، أصدرت شركة (أ اى سى)تسعة أسلحة مارك 4 إلى سلاح الجو في حالة تدخل الاتحاد السوفيتي في الحرب في كوريا. [63] وقد نُقلت جواً إلى غوام، حيث كانت تحتفظ بها وحدة الأسلحة الخاصة التابعة للقوات الجوية هناك. [64] وهكذا، في نهاية عام 1951، كان هناك 429 سلاح في حجز شركة (أ اى سى)وتسعة في وزارة الدفاع.(65)
 في ضوء ذلك، تم وضع اتفاقية  جديدة بين المشروع والشركة حول «مسؤوليات عمليات المخزونات» في أغسطس 1951، ولكن في ديسمبر، بدأ رؤساء الأركان المشتركة دفعة جديدة للأسلحة لتكون مخصصة بشكل دائم للقوات المسلحة، لضمان درجة أكبر من المرونة ودرجة أعلى من الاستعداد. [66] في 20 يونيو 1953، وافق أيزنهاور، الذي أصبح الآن رئيسًا، على نشر المكونات النووية بأعداد متساوية للمكونات غير النووية، [67] وعدّل قانون الطاقة الذرية لعام 1954 أقسام القانون القديم الذي منح الحضانة الحصرية لـ شركة (أ اى سى). (68)وبحلول عام 1959، ارتفع مخزون الأسلحة النووية إلى 12305 سلاح، من ضمنهم 3968 سلاح نووى في حضانة هيئة الطاقة الذرية الأمريكية، بينما احتفظت وزارة الدفاع ب 8337 المتبقيين.(65) ويتجاوز الآن اجمالى ناتج المخزون 19000 ميغا طن من المتفجرات (مادة «تى ان تى»)، أي ما يعادل (79000 بيتاجول) (69).
 و مع البحث والتطوير، أصبحت الأسلحة النووية، كما وعد برادبوري، أصغر وأبسط وأخف وزنا. كما أصبح من السهل تخزينها وتجميعها واختبارها وصيانتها (70) ومن ثم، تقلص دور مشروع الأسلحة الخاصة للقوات المسلحة، في الوقت الذي أصبحت فيه القوات المسلحة، في ظل سياسة ايزنهاور الجديدة، أكثر تورطًا في جوانب الأسلحة النووية أكثر من أي وقت مضى. حيث ابتعدت القوات المسلحة عن تدريب فرق المجلس، التي لم تكن مطلوبة بشكل متزايد، مع انه مهمته الأساسية. بل وأصبحت أكثر مشاركة في إدارة المخزون النووي السريع النمو، بالإضافة إلى تقديم المشورة الفنية والدعم اللوجستي. [71] وفي عام 1953، اشتملت القيادة المدنية للمشروع على 10250 موظف . [72] وفي 16 أكتوبر / تشرين الأول 1953، وضع وزير الدفاع على عاتق المشروع مسؤولية إنشاء «نظام مركزي للإبلاغ والمحاسبة لضمان أن الوضع والموقع الحاليين» لجميع الأسلحة النووية «سيكون معروفا في جميع الأوقات.» تم إنشاء مركز الحالة الحربية الذرية بين جنبات مشروع الأسلحة الخاصة للقوات المسلحة؛ لتولى هذه المهمة. [52] 

## التحويل إلى وكالة دعم الدفاع بالطاقة الذرية
في أبريل 1958، طلب ايزنهاور من الكونغرس إصدار تشريع لتجديد وزارة الدفاع. وقد مضى أكثر من عقد على التشريع الذي أنشأه، وأعرب عن قلقه ازاء مدى التبادل الداخلى للخدمات، والازدواجية، وسوء الإرادة الذين تجلوا في العديد من البرامج. حيث أثبت برنامج سبوتنيك السوفييتي، في تطوير الصواريخ الباليستية، تلك الصدارة التتكنولوجية للدولة على الولايات المتحدة. كما نافست قوات الجيش والقوات الجوية برامج مثل "المشترى (بى جى ام 19 ) و ثور( بى جى ام 17 ) على التوالى، وقدرت التكلفة الاضافية التي سيتحملها دافعو الضرائب لتطوير نظامين بدلاً من واحد بمبلغ 500 مليون دولار. (73)
ففي أغسطس / آب عام 1958، وقع ايزنهاور على قانون إعادة تنظيم الدفاع، والذي زاد من من سلطة وزير الدفاع ، الذي كان مخولًا بإنشاء مثل هذه الوكالات الدفاعية؛ اعتقادا منه في ضروريتها «لتوفير إدارة وعمليات أكثر اقتصادية وفعالية وكفاءة.» وبموجب هذا القانون أنشأت أول وكالة مدنية وهي وكالة دعم الدفاع باستخدام الاسلحة الذرية (داسا)، والتي حلت محل مشروع الأسلحة الخاصة للقوات المسلحة في 1 مايو 1959. وأبلغت الوكالة الجديدة وزير الدفاع من خلال هيئة الأركان المشتركة، والتي كلفت بمسؤولية الإشراف على جميع التجارب النووية التي أجرتها وزارة الدفاع ، والتي كانت حتى ذلك الحين تخضع للخدمات الفردية. وبخلاف ذلك ، بقي دورها وتنظيمها على حاله، كما ظل قائدها، الأدميرال ادوارد ان. باركر، كما هو كأول رئيس لها.هذا وقد أدى معاهدة الحظر الجزئي للتجارب النووية
الذي اقترحه ايزنهاور في النهاية إلى تغيير مهمة وكالة دعم الدفاع باستخدام الأسلحة الذرية (داسا) بشكل أساسي، حيث تم التخلص تدريجيا من إجراء التجارب النووية، والتخفيف من حدة التوترات الناجمة عن الحرب الباردة، كما أصبح نزع السلاح النووي أحد الآفاق المحتملة. (74)